# Euphorbia zoutpansbergensis
Euphorbia zoutpansbergensis är en törelväxtart som beskrevs av Robert Allen Dyer. Euphorbia zoutpansbergensis ingår i släktet törlar, och familjen törelväxter. IUCN kategoriserar arten globalt som nära hotad. Inga underarter finns listade i Catalogue of Life.